# Онрьо

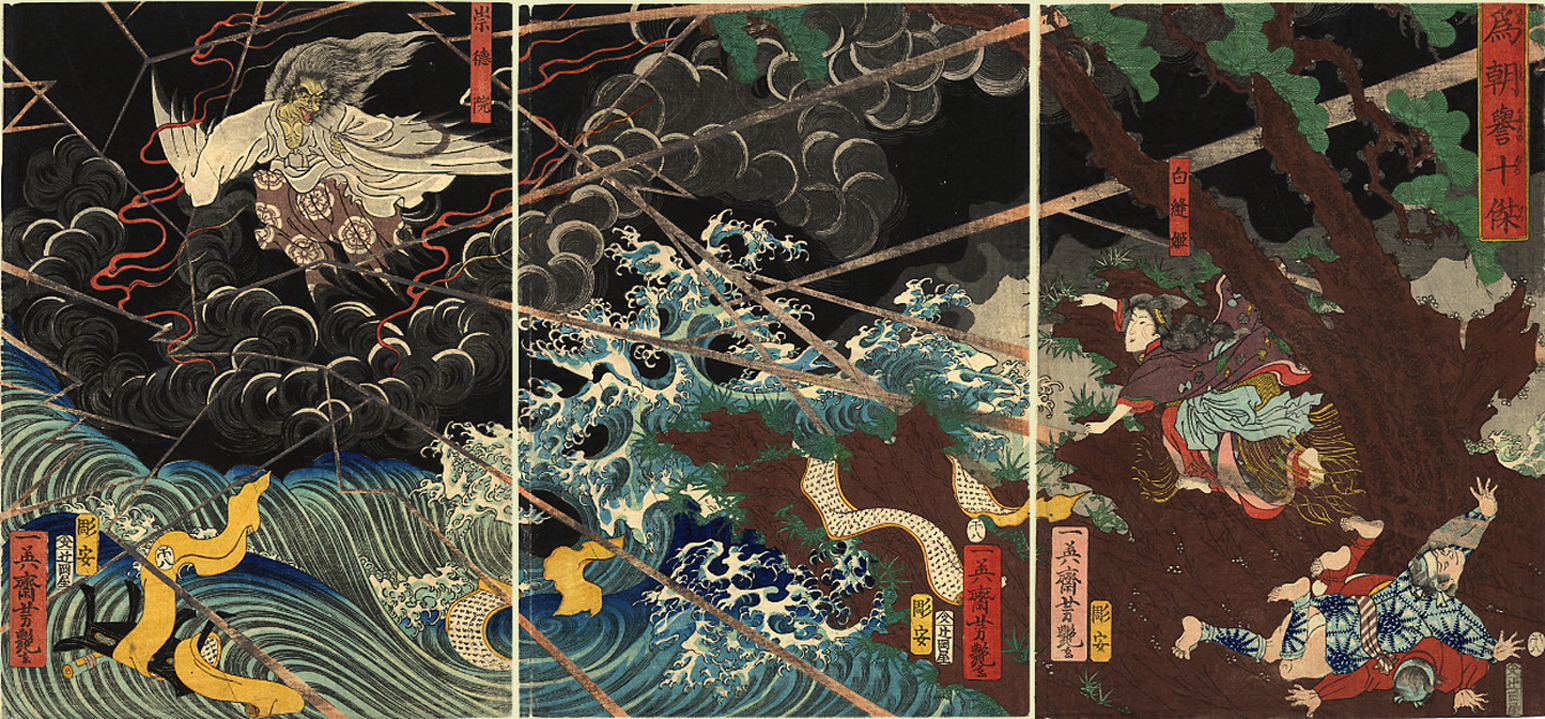
Укійо-е, Утаґава Йосіцуя зображує момент, коли Імператор Сутоку, що помер в вигнанні, стає онрьо.

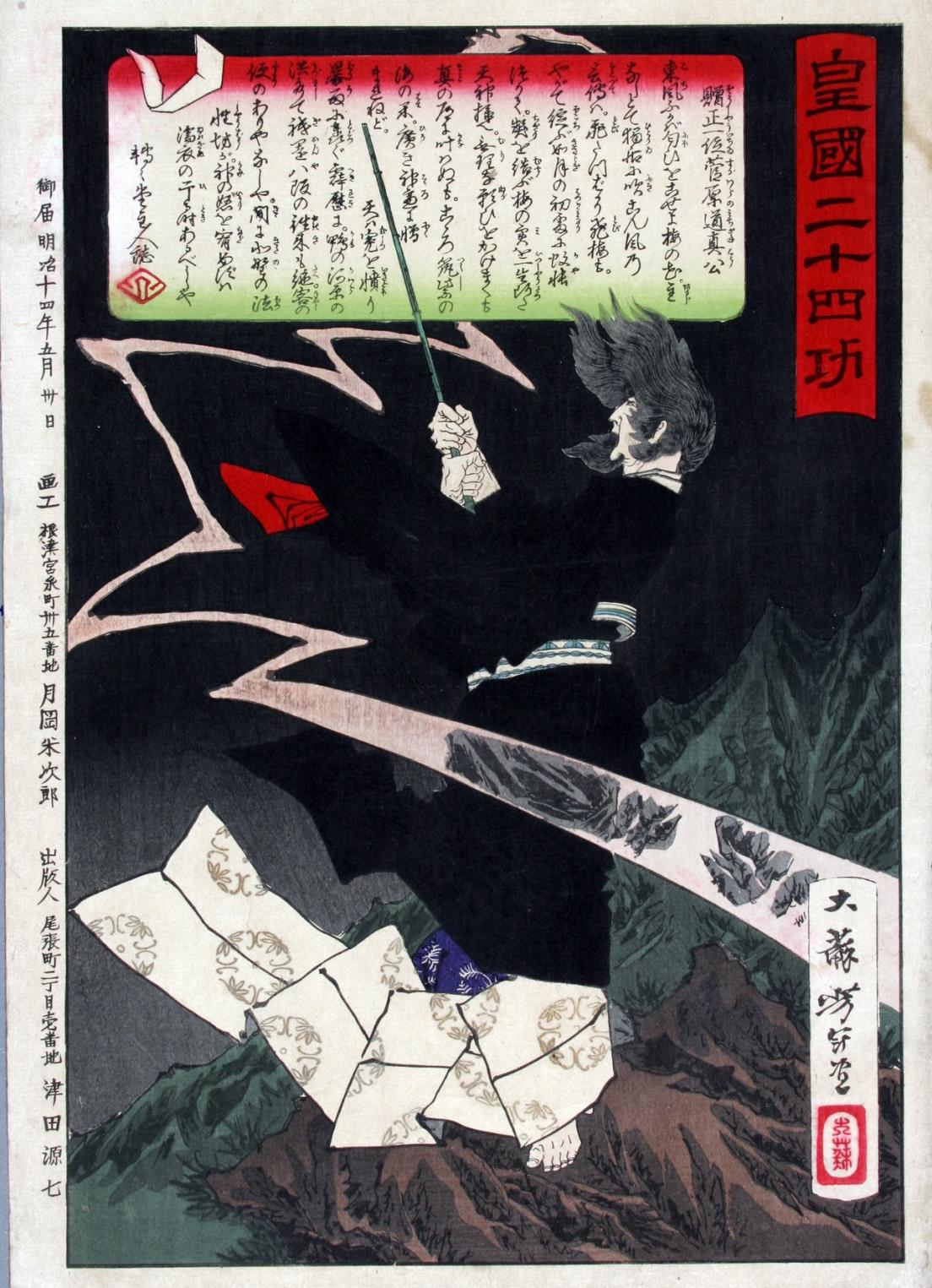
Укійо-е, Цукіока Йошітоші зображує Суґавара но Мітідзане як камі блискавок.

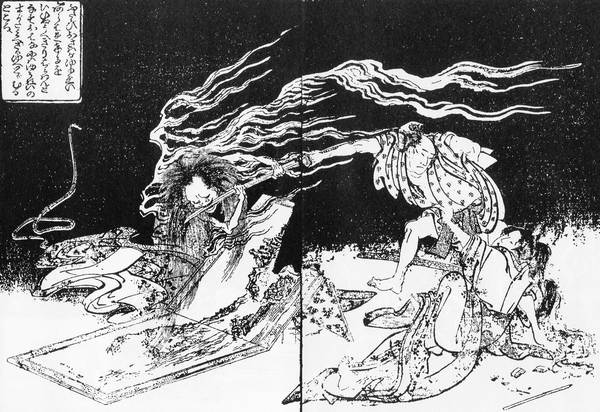
Онрьо з (近世怪談霜夜星, Кінсей-Кайдан-Шімойонохоші)

В японських традиційних віруваннях та літературі онрьо (яп. 怨霊, букв. мстивий дух, інколи також згадуються як: «гнівливі духи», «духи-ненависники», «ображені духи», «заздрісні духи», «темні духи», або «занепалі духи») це тип привида (яп. 幽霊, юрей), що, за повір'ям, здатний чинити шкоду в світі живих, ранити чи вбивати своїх ворогів, або спричиняти стихійні лиха заради помсти людям, від чиїх дій він постраждав за життя.
Онрьо часто зображують в вигляді скривдженої молодої жінки, що травмована, розлючена, чи розчарована тим, що відбулося з нею за життя і це змушує її шукати шляхів до помсти вже після смерті. Саме цей вид духів вирізняється найбільшою люттю, холоднокровністю, егоїзмом та жагою до кривавої розправи над кривдниками.
Імператор Сутоку, Тайра но Масакадо та Суґавара но Мічізане, також відомі як Трійка Великих Онрьо Японії (яп. 日本三大怨霊, Ніхон Сандай Онрьо), бо вважаються найсильнішими та найшанованішими онрьо в японській історії. Саме коли вони, ображені та розлючені, помирали — в країні починалися серії раптових смертей їх політичних опонентів, катаклізмів та навіть війн. Тому правителі були змушені визнати їх як божеств, та поклонятись за всіма традиціями у синтоїстських храмах. Так вони хотіли заспокоїти скривджені душі, та зменшити в них бажання помсти, що перетворило їх на демонічну силу.
Онрьо часто використовують як художній образ в таких видах традиційного японського театрального мистецтва: но, кабукі, ракуґо. До прикладу, хання є маскою но, що зображує демона жіночої статі.
Шанобливий переляк японців перед онрьо, що існує споконвіку, не слабне і сьогодні. Курган Тайра но Масакадо (яп. 将門塚, Масакадо-дзука або Шьомон-дзука), що розташований між хмарочосами поруч із станцією Токіо, мав бути переміщеним вже декілька разів, під час реалізації проєктів з урбанізації міста. Проте, кожна спроба закінчувалась смертю одного з будівельників та низкою нещасних випадків. Тому, всі будівлі навколо кургану були перебудовані та модифіковані безліч разів, і лише він залишається непорушно на своєму місці. Донині за святилищем продовжують доглядати, щоб тримати його в належному стані.
Термін ґорьо (яп. 御霊) часто використовується як синонім до онрьо, проте, здебільшого, він означає онрьо, що здобув пошану людей після політично-несправедливої смерті шляхетної людини. Різниця полягає в тому, що ґорьо не обов'язково гнівається на живих. Ґорьо Шінко (яп. 御霊信仰) — це віра в те, що люди, смерть яких була передчасною та несправедливою, несуть за собою руйнування після смерті і для заспокоєння таких душ необхідно закріпити культ поклоніння до них, як до божеств камі.

## Походження
Хоча однозначних першоджерел походження онрьо немає, віра в їх існування простежується з VIII століття та полягає в ідеї того, що сильні та розлючені душі з потійбіччя здатні шкодити та впливати на живих. Перший культ онрьо був створений навколо принца Наґая, що помер у 729; а перший запис про людину, одержиму духом онрьо, що впливав на її фізичний стан, було знайдено в хроніках Шьоку Ніхонґі (яп. 続日本紀). Там було зафіксовано: «Душа Фуджівари Хіроцуґу (яп. 藤原広嗣) довела Ґенбо до смерті» (Хіроцуґу був страчений після невдалої спроби бунту, названого «Повстання Фуджівари но Хіроцуґу», ціллю якого було усунути його ворога, монаха Ґенбо, від влади.)

## Помста
За віруванням ікірьо, людський дух існує природньо лише якщо знаходиться в гармонії чи балансі. Коли надто багато негативних емоцій заповнюють його, душа може відділитися від тіла та стати потойбічною сутністю, що несе лише ненависть. Також це може трапитись з тим, кого спіткала передчасна смерть.
Традиційно в Японії, онрьо, якими керує бажання помсти, були здатні не лише нашкодити власному ворогу, як в випадку причетності духа Хіроцуґі до смерті монаха Ґенбо, а й накликати такі стихійні лиха, як: землетруси, пожежі, шторми, цунамі, посуху, голод та чуму, як у випадку духа принца Савари, що розгнівався на свого брата, імператора Камму. Помста, вчинена надприродною сутністю або силою називається татарі (яп. 祟り).
Імператор Камму звинуватив свого брата Савару в змові з метою скинути його з престолу. Принца відіслали в сусідню провінцію, дорогою до якої він перестав їсти та помер від цього. На думку низки вчених, причиною перенесення столиці спочатку в Наґаока-кьо, а звідти — в Кіото, була саме спроба уникнути гніву духа власного брата. Проте, це не припинило нещасть, що продовжували переслідувати імператора, тому він спробував звільнитись від прокляття завдяки буддійським ритуалам шанування та даруванням принцу Саварі посмертний титул імператора.
Іншим відомим прикладом заспокоєння онрьо є випадок Суґавари но Мічізане, який був політично принижений та помер у вигнанні. Люди вірили, що саме це спричинило до блискавично швидкої загибелі його наклепників, а також катаклізмів (особливо уражень блискавкою). Тоді суд постановив відновити посаду та ранг Мічізане, в спробі спинити його гнів. Мічізане почали поклонятись в культі Тенджіна (бог блискавок), з храмами Тенман-ґу, спорудженими навколо нього.

#### Приклади
Однією з найвідоміших онрьо є Ойва, з «Йоцуя Кайдан». В цій історії її чоловік залишається неушкодженим, проте переживає найстрашніші психологічні тортури.

##### «Як дружина стала привидом і як майстер провидіння відвернув її гнів»
В оповіданні «Як дружина стала привидом і як майстер провидіння відвернув її гнів», з середньовічної збірки «Конджяку Моноґатарі», дружину знаходять мертвою після того, як її покинув чоловік. Побоюючись помсти її духа, він просить допомоги в старого провидця. Той каже йому, що чоловік повинен сісти на тіло дружини та втриматись на ньому, бо привид намагатимется його скинути. Дух жінки жаліється, що така ноша надто важка і йде з дому на пошуки (вірогідно, свого чоловіка), але повертається вже наступного дня і провидець отримує змогу закінчити ритуал екзорцизму за допомогою закляття.

##### «Про порушену обіцянку»
Історія «Про порушену обіцянку», яка походить з провінції Ідзумо, написана Лафкадіо Герн і розповідає про самурая, що дає своїй дружині, яка згодом має померти, обітницю ніколи не одружуватись після її смерті. Але невдовзі він порушує обіцянку, тому розлючений привид вбиває молоду наречену, відірвавши їй голову. Сторожа переслідує духа, а тоді, з розмахом меча, один із них промовляє буддійську молитву та знищує привида мертвої дружини.

## Згадки в медіа
Онрьо є одним з основних персонажів жанру японського горору, серед найвідоміших — Садако Ямамура та Каяко Саєкі з франшиз «Дзвінок» та «Джю-он». Найчастіше в таких роботах зображують жінок, що постраждали за життя та повернулися в формі демона, щоб сіяти хаос та помститися.
Вищезгаданий текст «Йоцуя Кайдан» неодноразово був екранізований та адаптований. Історія розповідає про подружжя Тамія Іємон та його дружини на ім'я Ойва. Їх стосунки важко назвати щасливими, тому, за певних обставин, Іємон подарував їй пудру, що назавжди спотворила її обличчя. Розуміючи це, Ойва вбиває себе та їх дитину. Після смерті вона повертається, щоб переслідувати та мучити Іємона та його нову дружину.
Банчьо Сараяшікі є ще одним японським оповіданням про привидів, що переказувалося безліч разів. Головною героїнею є Окіку. Красива служниця, що впала в око самураю, в домі якого працює — Аоямі Тессану. Вона постійно відхиляє його спроби залицятися, тому, в нападі люті, він ховає одну з десяти дорогих тарілок, за перерахунок яких відповідає Окіку. Не в змозі знайти десяту, вона перераховує їх наче одержима, щоразу все більше панікуючи. Тессан каже їй, що пробачить втрату тарілки, якщо та стане йому коханкою, але і тоді дівчина відмовляє. За це він кидає її в колодязь поруч з домом, де вона помирає. З цього часу, кожної ночі Окіку підіймається на поверню, тихенько рахує до дев'яти, а як тільки дістається десяти — видає жахливий, пронизливий крик.
Хісако (久子, «вічна дитина»), з серії ігор «Killer Instinct» — онрьо. Вона загинула, захищаючи своє село та його людей і досі готова мститися кожному, хто осквернить місце, до якого прив'язаний її дух.
Мізу, протагоністка мультсеріалу "Блакитноокий самурай", також ділить спільні риси і часто порівнюється з онрьо іншими персонажами.

## Зовнішній вигляд
Традиційно, онрьо та інші юрей (привиди) не мали єдиного зовнішнього вигляду. Однак, з зростанням популярності кабукі в період Едо було створено єдиний костюм.
Залежний від візуальної складової за своєю природою, та здебільшого, з одним актором в кількох ролях, театр створив систему сталих образів, які дозволяли глядачам безпомилково впізнавати окремих персонажів, а також підсилювали емоції та вирази обличчя актора на сцені.
Костюм привида складався з трьох головних елементів:
- Біле поховальне кімоно (白装束, шіро-шьозоку або 死に装束, ші-ні-шьозоку). Його також одягали для проведення ритуалу сеппуку.
- Неохайне, довге, чорне волосся, що закривало обличчя поки вони не вирішували його показати.
- Пофарбоване в білий колір обличчя, розмальоване блакитною чи чорною фарбами.